# Campionati mondiali juniores di biathlon 2008
I Campionati mondiali juniores di biathlon 2008 si svolsero dal 26 gennaio al 2 febbraio a Ruhpolding, in Germania. Le gare, maschili e femminili, si articolarono nelle due categorie "Giovani" (fino a 19 anni) e "Juniores" (fino a 21 anni).

## Risultati

### Uomini

#### Categoria "Giovani"

##### Sprint 7,5 km
| Posizione | Atleta              | Nazione     | Tempo   | Penalità |
| --------- | ------------------- | ----------- | ------- | -------- |
| 1         | Uladzimir Aljaniška | Bielorussia | 22:53.8 | 0+1      |
| 2         | Remi Borgeot        | Francia     | 23:06.1 | 0+0      |
| 3         | Ludwig Ehrhart      | Francia     | 23:10.3 | 0+1      |
| 4         | Benjamin Weger      | Svizzera    | -       |          |
| 5         | Benedikt Doll       | Germania    | -       |          |
| 6         | Leif Nordgren       | Stati Uniti | -       |          |
| 7         | Vegar Bergli        | Norvegia    | -       |          |
| 8         | Sondre Eide         | Norvegia    | -       |          |
| 9         | Roland Gerbacea     | Romania     | -       |          |
| 10        | Erlend Bjøntegaard  | Norvegia    | -       |          |

26 gennaio

##### Inseguimento 10 km
| Posizione | Atleta          | Nazione     | Tempo   | Penalità |
| --------- | --------------- | ----------- | ------- | -------- |
| 1         | Ludwig Ehrhart  | Francia     | 33:10.6 | 0+0+1+2  |
| 2         | Manuel Müller   | Germania    | 33:48.3 | 0+1+1+1  |
| 3         | Leif Nordgren   | Stati Uniti | 34:12.0 | 0+1+2+1  |
| 4         | Lukas Hofer     | Italia      | -       |          |
| 5         | Benjamin Weger  | Svizzera    | -       |          |
| 6         | Remy Borgeot    | Francia     | -       |          |
| 7         | Benedikt Doll   | Germania    | -       |          |
| 8         | Felix Schuster  | Svizzera    | -       |          |
| 9         | Sondre Eide     | Norvegia    | -       |          |
| 10        | Mathieu Souchal | Francia     | -       |          |

27 gennaio

##### Individuale 12,5 km
| Posizione | Atleta               | Nazione     | Tempo   | Penalità |
| --------- | -------------------- | ----------- | ------- | -------- |
| 1         | Ludwig Ehrhart       | Francia     | 38:24.6 | 0+0+1+0  |
| 2         | Manuel Müller        | Germania    | 39:35.0 | 0+1+1+0  |
| 3         | Mathieu Souchal      | Francia     | 39:47.5 | 0+0+0+1  |
| 4         | Lukas Hofer          | Italia      | -       |          |
| 5         | Evgenij Petrov       | Russia      | -       |          |
| 6         | Remy Borgeot         | Francia     | -       |          |
| 7         | Benjamin Weger       | Svizzera    | -       |          |
| 8         | Aleksandrs Sverčkovs | Lettonia    | -       |          |
| 9         | Kirill Plotnikov     | Russia      | -       |          |
| 10        | Leif Nordgren        | Stati Uniti | -       |          |

29 gennaio

##### Staffetta 3x7,5 km
| Posizione | Nazione  | Atleti                                           | Tempo     | Penalità |
| --------- | -------- | ------------------------------------------------ | --------- | -------- |
| 1         | Germania | Benjamin Thym Benedikt Doll Felix Schuster       | 1:08:14.1 | 1+9      |
| 2         | Norvegia | Sondre Eide Erlen Bjøntegaard Vegar Bergli       | 1:09:03.2 | 1+7      |
| 3         | Italia   | Pietro Dutto Lukas Hofer Dominik Windisch        | 1:09:30.3 | 0+6      |
| 4         | Romania  | Roland Gerbacea Ștefan Gavrilă Remus Faur        | -         |          |
| 5         | Russia   | Aleksandr Volkov Kirill Plotnikov Evgenij Petrov | -         |          |

1º febbraio

#### Categoria "Juniores"

##### Sprint 10 km
| Posizione | Atleta                 | Nazione  | Tempo   | Penalità |
| --------- | ---------------------- | -------- | ------- | -------- |
| 1         | Anton Šipulin          | Russia   | 24:47.7 | 0+0      |
| 2         | Florian Graf           | Germania | 24:59.7 | 0+1      |
| 3         | Arnd Peiffer           | Germania | 25:04.4 | 0+2      |
| 4         | Viktor Vasil'ev        | Russia   | -       |          |
| 5         | Simon Schempp          | Germania | -       |          |
| 6         | Sven Grossegger        | Austria  | -       |          |
| 7         | Dag Erik Kokkin        | Norvegia | -       |          |
| 8         | Jean-Guillaume Béatrix | Francia  | -       |          |
| 9         | Luca Bormolini         | Italia   | -       |          |
| 10        | Jakov Fak              | Croazia  | -       |          |

26 gennaio

##### Inseguimento 12,5 km
| Posizione | Atleta                 | Nazione  | Tempo   | Penalità |
| --------- | ---------------------- | -------- | ------- | -------- |
| 1         | Anton Šipulin          | Russia   | 39:50.9 | 0+0+0+0  |
| 2         | Florian Graf           | Germania | 41:28.1 | 0+0+4+0  |
| 3         | Viktor Vasil'ev        | Russia   | 41:45.3 | 0+0+2+2  |
| 4         | Jean-Guillaume Béatrix | Francia  | -       |          |
| 5         | Simon Schempp          | Germania | -       |          |
| 6         | Dag Erik Kokkin        | Norvegia | -       |          |
| 7         | Arnd Peiffer           | Germania | -       |          |
| 8         | Erik Lesser            | Germania | -       |          |
| 9         | Vitalij Kožuško        | Ucraina  | -       |          |
| 10        | Martin Fourcade        | Francia  | -       |          |

27 gennaio

##### Individuale 15 km
| Posizione | Atleta                 | Nazione  | Tempo   | Penalità |
| --------- | ---------------------- | -------- | ------- | -------- |
| 1         | Jean-Guillaume Béatrix | Francia  | 42:09.1 | 1+0+0+0  |
| 2         | Anton Šipulin          | Russia   | 42:09.7 | 0+1+0+1  |
| 3         | Dmitrij Blinov         | Russia   | 42:41.6 | 0+0+1+0  |
| 4         | Nik Langer             | Germania | -       |          |
| 5         | Florian Graf           | Germania | -       |          |
| 6         | Viktor Vasil'ev        | Russia   | -       |          |
| 7         | Erik Lesser            | Germania | -       |          |
| 8         | Martin Fourcade        | Francia  | -       |          |
| 9         | Simon Schempp          | Germania | -       |          |
| 10        | Pavel Magazeev         | Russia   | -       |          |

29 gennaio

##### Staffetta 4x7,5 km
| Posizione | Nazione  | Atleti                                                                 | Tempo     | Penalità |
| --------- | -------- | ---------------------------------------------------------------------- | --------- | -------- |
| 1         | Russia   | Dmitrij Blinov Anton Šipulin Pavel Magazeev Viktor Vasil'ev            | 1:35:21.6 | 0+11     |
| 2         | Norvegia | Magnus L’Abée-Lund Dag Erik Kokkin Anders Hennum Arild Askestad        | 1:35:31.1 | 0+10     |
| 3         | Germania | Simon Schempp Manuel Müller Arnd Peiffer Florian Graf                  | 1:35:31.1 | 0+10     |
| 4         | Austria  | Mario Drescher Daniel Salvenmoser Sven Grossegger Dominik Landertinger | -         |          |
| 5         | Francia  | Ludwig Ehrhart Martin Fourcade Remy Borgeot Jean-Guillaume Béatrix     | -         |          |

1º febbraio

### Donne

#### Categoria "Giovani"

##### Sprint 6 km
| Posizione | Atleta              | Nazione    | Tempo   | Penalità |
| --------- | ------------------- | ---------- | ------- | -------- |
| 1         | Maren Hammerschmidt | Germania   | 20:21.6 | 0+0      |
| 2         | Elise Ringen        | Norvegia   | 20:23.8 | 1+1      |
| 3         | Janin Hammerschmidt | Germania   | 20:31.3 | 1+1      |
| 4         | Pinja Piira         | Finlandia  | -       |          |
| 5         | Sophie Boilley      | Francia    | -       |          |
| 6         | Ada Ringen          | Norvegia   | -       |          |
| 7         | Ekaterina Nosova    | Russia     | -       |          |
| 8         | Dorothea Wierer     | Italia     | -       |          |
| 9         | Natália Prekopová   | Slovacchia | -       |          |
| 10        | Anastasija Kalina   | Russia     | -       |          |

26 gennaio

##### Inseguimento 7,5 km
| Posizione | Atleta              | Nazione   | Tempo   | Penalità |
| --------- | ------------------- | --------- | ------- | -------- |
| 1         | Janin Hammerschmidt | Germania  | 34:41.1 | 1+0+4+1  |
| 2         | Sophie Boilley      | Francia   | 35:01.1 | 0+1+2+1  |
| 3         | Elise Ringen        | Norvegia  | 35:09.0 | 2+2+4+2  |
| 4         | Anastasija Kalina   | Russia    | -       |          |
| 5         | Ada Ringen          | Norvegia  | -       |          |
| 6         | Nicole Wötzel       | Germania  | -       |          |
| 7         | Leslie Mercier      | Francia   | -       |          |
| 8         | Réka Ferencz        | Romania   | -       |          |
| 9         | Maren Hammerschmidt | Germania  | -       |          |
| 10        | Pinja Piira         | Finlandia | -       |          |

27 gennaio

##### Individuale 10 km
| Posizione | Atleta            | Nazione    | Tempo   | Penalità |
| --------- | ----------------- | ---------- | ------- | -------- |
| 1         | Dorothea Wierer   | Italia     | 36:10.9 | 0+0+0+1  |
| 2         | Nicole Wötzel     | Germania   | 37:17.3 | 0+1+1+0  |
| 3         | Natália Prekopová | Slovacchia | 37:53.0 | 0+0+0+1  |
| 4         | Elise Ringen      | Norvegia   | -       |          |
| 5         | Ekaterina Nosova  | Russia     | -       |          |
| 6         | Sophie Boilley    | Francia    | -       |          |
| 7         | Réka Ferencz      | Romania    | -       |          |
| 8         | Ada Ringen        | Norvegia   | -       |          |
| 9         | Anastasija Kalina | Russia     | -       |          |
| 10        | Karolin Horchler  | Germania   | -       |          |

30 gennaio

##### Staffetta 3x6 km
| Posizione | Nazione  | Atleti                                                | Tempo     | Penalità |
| --------- | -------- | ----------------------------------------------------- | --------- | -------- |
| 1         | Germania | Maren Hammerschmidt Janin Hammerschmidt Nicole Wötzel | 1:14:28.5 | 0+8      |
| 2         | Norvegia | Ada Ringen Synnøve Solemdal Elise Ringen              | 1:17:04.8 | 5+13     |
| 3         | Italia   | Dorothea Wierer Alexia Runggaldier Monika Messner     | 1:17:58.6 | 0+7      |
| 4         | Francia  | Marion Charles Leslie Mercier Sophie Boilley          | -         |          |
| 5         | Russia   | Nadežda Grebneva Ekaterina Nosova Anastasija Kalina   | -         |          |

2 febbraio

#### Categoria "Juniores"

##### Sprint 7,5 km
| Posizione | Atleta               | Nazione   | Tempo   | Penalità |
| --------- | -------------------- | --------- | ------- | -------- |
| 1         | Magdalena Neuner     | Germania  | 24:38.9 | 0+2      |
| 2         | Susann König         | Germania  | 25:20.7 | 0+1      |
| 3         | Marine Dusser        | Francia   | 25:46.0 | 0+0      |
| 4         | Marie-Laure Brunet   | Francia   | -       |          |
| 5         | Anaïs Bescond        | Francia   | -       |          |
| 6         | Veronika Vítková     | Rep. Ceca | -       |          |
| 7         | Veronika Zvařičová   | Rep. Ceca | -       |          |
| 8         | Susanna Porela       | Finlandia | -       |          |
| 9         | Fanny Horn           | Norvegia  | -       |          |
| 10        | Anastasija Zagorujko | Russia    | -       |          |

26 gennaio

##### Inseguimento 10 km
| Posizione | Atleta             | Nazione   | Tempo   | Penalità |
| --------- | ------------------ | --------- | ------- | -------- |
| 1         | Magdalena Neuner   | Germania  | 37:22.6 | 0+2+3+2  |
| 2         | Veronika Vítková   | Rep. Ceca | 39:50.3 | 0+0+2+1  |
| 3         | Marie-Laure Brunet | Francia   | 40:07.8 | 2+0+2+2  |
| 4         | Ol'ga Viluchina    | Russia    | -       |          |
| 5         | Mari Laukkanen     | Finlandia | -       |          |
| 6         | Susann König       | Germania  | -       |          |
| 7         | Anaïs Bescond      | Francia   | -       |          |
| 8         | Megan Tandy        | Canada    | -       |          |
| 9         | Marine Dusser      | Francia   | -       |          |
| 10        | Fanny Horn         | Norvegia  | -       |          |

27 gennaio

##### Individuale 12,5 km
| Posizione | Atleta             | Nazione     | Tempo   | Penalità |
| --------- | ------------------ | ----------- | ------- | -------- |
| 1         | Susann König       | Germania    | 47:39.0 | 1+1+0+1  |
| 2         | Marie-Laure Brunet | Francia     | 48:02.8 | 0+1+0+1  |
| 3         | Iris Waldhuber     | Austria     | 49:05.8 | 1+0+0+0  |
| 4         | Susanna Porela     | Finlandia   | -       |          |
| 5         | Anaïs Bescond      | Francia     | -       |          |
| 6         | Veronika Vítková   | Rep. Ceca   | -       |          |
| 7         | Tiril Eckhoff      | Norvegia    | -       |          |
| 8         | Marine Dusser      | Francia     | -       |          |
| 9         | Ol'ga Viluchina    | Russia      | -       |          |
| 10        | Ol'ga Alifirovec   | Bielorussia | -       |          |

30 gennaio

##### Staffetta 3x6 km
| Posizione | Nazione  | Atleti                                                | Tempo     | Penalità |
| --------- | -------- | ----------------------------------------------------- | --------- | -------- |
| 1         | Germania | Franziska Hildebrand Susann König Miriam Gössner      | 1:11:06.3 | 2+6      |
| 2         | Francia  | Anaïs Bescond Marine Dusser Marie-Laure Brunet        | 1:11:42.4 | 1+10     |
| 3         | Russia   | Julija Korneljuk Ol'ga Viluchina Anastasija Zagorujko | 1:12:24.6 | 2+10     |
| 4         | Norvegia | Vilde Ravnsborg Gurigard Anne Lise Aas Fanny Horn     | -         |          |
| 5         | Svezia   | Jenny Jonsson Emelie Larsson Kim Adolfsson            | -         |          |

2 febbraio

## Medagliere per nazioni

### Categoria "Giovani"
| Posizione | Nazione     | Oro | Argento | Bronzo | Totale |
| --------- | ----------- | --- | ------- | ------ | ------ |
| 1         | Germania    | 4   | 3       | 1      | 8      |
| 2         | Francia     | 3   | 1       | 2      | 6      |
| 3         | Norvegia    | 1   | 3       | 0      | 4      |
| 4         | Italia      | 1   | 0       | 2      | 3      |
| 5         | Bielorussia | 1   | 0       | 0      | 1      |
| 6         | Slovacchia  | 0   | 0       | 1      | 1      |
|           | Stati Uniti | 0   | 0       | 1      | 1      |

### Categoria "Juniores"
| Posizione | Nazione   | Oro | Argento | Bronzo | Totale |
| --------- | --------- | --- | ------- | ------ | ------ |
| 1         | Germania  | 4   | 3       | 2      | 9      |
| 2         | Russia    | 3   | 1       | 3      | 7      |
| 3         | Francia   | 1   | 3       | 1      | 5      |
| 4         | Norvegia  | 0   | 1       | 0      | 1      |
|           | Rep. Ceca | 0   | 1       | 0      | 1      |
| 6         | Austria   | 0   | 0       | 1      | 1      |